# جورج آبي
جورج آبي (بالإنجليزية: George Abbey)‏ (20 أكتوبر 1978 ببورت هاركورت في نيجيريا - ) هو لاعب كرة قدم نيجيري في مركز الدفاع، شارك في كأس الأمم الأفريقية 2004. وشارك مع منتخب نيجيريا لكرة القدم. أما مع النوادي، فقد لعب مع بورت فايل وماكليسفيلد تاون ونادي كرو ألكساندرا وAkritas Chlorakas ‏.

## وصلات خارجية
- جورج آبي على موقع قاعدة بيانات كرة القدم.إي يو (الإنجليزية)
- جورج آبي على موقع ناشيونال فوتبول تيمز (الإنجليزية)
- جورج آبي على موقع Soccerbase.com (لاعب) (الإنجليزية)